# Carl Anderson (piosenkarz)
Carlton Earl „Carl” Anderson (ur. 27 lutego 1945 w Lynchburg, zm. 23 lutego 2004 w Los Angeles) – amerykański piosenkarz i aktor.
Odtwórca roli Judasza Iskarioty w filmowej wersji opery rockowej Andrew Lloyda Webbera i Tima Rice’a Jesus Christ Superstar (1973), za którą został dwukrotnie nominowany do nagrody Złotego Globu.

## Wczesne lata
Urodził się w Lynchburg w Wirginii wraz ze swoim identycznym bratem bliźniakiem, Charlesem Edwardem, który zmarł na zapalenie oskrzeli w wieku 11 miesięcy. Dorastał w skromnym domu przy Boston Avenue wraz z dziesięciorgiem rodzeństwa, które przeżyło. Jego ojciec, James, był hutnikiem, a matka, Alberta, pracowała jako krawcowa. Anderson po raz pierwszy zaczął śpiewać i występować jako dziecko wraz z rodziną w kościele baptystów Rivermont Baptist Church w Wirginii.
W połowie lat sześćdziesiątych Anderson uczęszczał do szkoły średniej Dunbar High School, w której występowała segregacja rasowa, gdzie śpiewał w szkolnym chórze. W 1962, już jako junior, pełnił funkcję dyrygenta studenckiego chóru. Po ukończeniu pierwszej klasy, Anderson porzucił szkołę i zaciągnął się do United States Air Force, służąc jako technik łączności. Jego doświadczenie w śpiewaniu w Konkursie Talentów Sił Powietrznych Świata po raz pierwszy skłoniło Andersona do rozważenia kariery muzycznej. Po dwuletniej służbie wojskowej Anderson wrócił do Lynchburg, gdzie w 1965 ukończył szkołę średnią.

## Kariera
W 1969 Anderson przeprowadził się do Waszyngtonu. Jednocześnie zapisał się na zajęcia na Uniwersytecie Howarda, podjął pracę jako zastępca dyrektora Columbia Heights Boys Club i śpiewał w klubach w całym mieście. W tym czasie Anderson dołączył do kilku przyjaciół i założył zespół, który nazwali The Second Eagle, ponieważ ich pierwszy występ miał miejsce w noc lądowania Eagle One na Księżycu. Z Andersonem jako wokalistą grupa nagrywała utwory w klubach jazzowych przy M Street w Georgetown i zebrała mieszane recenzje. Na początku lat siedemdziesiątych przeniósł się do Los Angeles i w 1971 dołączył do Motown Records.
W Niedzielę Palmową w 1971 The Second Eagle dał koncert w kościele św. Szczepana, a Anderson zaśpiewał kilka coverów utworu Jesus Christ Superstar, który został wydany jako album, zanim w ogóle został wystawiony. Na widowni znajdował się łowca talentów z William Morris Agency, który dostrzegł potencjał Andersona. W rezultacie 27 czerwca 1971 Anderson wziął udział w przesłuchaniu w Nowym Jorku do inscenizacji Jesus Christ Superstar. Dostał rolę Judasza Iskarioty i dwa dni później rozpoczął próby. Pięć miesięcy później Anderson zadebiutował na Broadwayu, zastępując schorowanego Bena Vereena. Anderson spędził sześć miesięcy na scenie w Nowym Jorku, po czym przeniósł się do Los Angeles, aby przygotować się do wystawienia przedstawienia na Zachodnim Wybrzeżu. Jednak jeszcze w trakcie prób poleciał do Londynu na przesłuchania do filmowej wersji Jesus Christ Superstar u boku Teda Neeleya. Następnie udał się do Izraela na zdjęcia do filmu.
Filmowa wersja Jesus Christ Superstar, która stała się już popularnym hitem scenicznym zarówno w Stanach Zjednoczonych, jak i Wielkiej Brytanii, trafiła do kin w 1973. Ta rockowa opera (wszystkie dialogi są śpiewane i nie słychać słów) opowiadała historię ostatnich sześciu dni życia Jezusa Chrystusa oczami Judasza, który jest przedstawiany jako bardziej współczujący niż złowrogi. Choć film – podobnie jak album i produkcja sceniczna – wywołał kontrowersje wśród niektórych grup religijnych, odniósł ogromny sukces. Anderson, o którym po raz pierwszy zrobiło się głośno w prasie z powodu decyzji o obsadzeniu Afroamerykanina w roli Judasza, wkrótce zwrócił uwagę krytyków na jego wyjątkową, żywiołową kreację, która spotkała się z entuzjastycznymi recenzjami. Anderson otrzymał nominację nagrodę NAACP Image Awards i dwie nominacje do Złotego Globu dla najlepszego aktora w musicalu/komedii oraz dla najbardziej obiecującego debiutanta.
W 1976 podjął współpracę ze Steviem Wonderem nad kilkoma piosenkami, które zostały wydane na płycie Songs in the Key of Life. Nagrany w 1980 dla Columbia Records jego debiutancki album Absence Without Love (1982) nie wzbudził większego zainteresowania, ale drugi On & On, odniósł sukces na arenie międzynarodowej. Nagrał dla tej wytwórni jeszcze dwie płyty, a wydany w 1986 Carl Anderson przyniósł mu jedyny popowy hit, duet „Friends and Lovers” z Glorią Loring, który zajął 2. miejsce na listach przebojów magazynu „Billboard”. W 1997 powrócił na Broadway w roli Duke’a w musicalu Play On!.
Jesienią 2002 miał swój udział w północnoamerykańskiej trasie Jesus Christ Superstar, opartej na scenicznej wersji Gail Edwards, w reżyserii Kevina Moriaty. Odtwórcą tytułowej roli był wokalista Sebastian Bach. Chociaż trasa trwała do roku 2005, z powodu przedwczesnej śmierci Carla, jego rolę do końca produkcji przejął dotychczasowy dubler, Lawrence Clayton. 

## Życie prywatne
Był dwukrotnie żonaty. Ze związku z Kathleen McGhee-Anderson miał syna Khalila. W 1992 zawarł związek małżeński z psycholog Verónica Porche, byłą żoną boksera Muhammada Alego.

### Śmierć
W 2003, podczas krajowego tournée Jesus Christ Superstar, które rozpoczęło się rok wcześniej, u Andersona zdiagnozowano białaczkę. Zmarł 23 lutego 2004 w Los Angeles w wieku 58 lat. Ku jego pamięci została nagrana piosenka Leonarda Cohena / Anjani „Nightingale” (2004).

## Filmografia

### Filmy
- 1973: Jesus Christ Superstar jako Judasz Iskariota
- 1977: The Black Pearl jako Moro
- 1979: Mind Over Murder jako Baker
- 1985: Kolor purpury jako wielebny Samuel
- 2002: Mello’s Kaleidoscope (krótkometrażowy) jako doktor Klip

### Seriale
- 1978: Starsky i Hutch jako Marsellus Cobb / Ralph
- 1978: Prywatny detektyw Jim Rockford jako Tony Malavida
- 1979: The Incredible Hulk jako Oscar
- 1980: Family jako Weedge
- 1983: Posterunek przy Hill Street jako Eldridge
- 1985, 1986, 1988: Dni naszego życia jako Carl Anderson
- 1986: Hotel jako Nelson Hayes
- 1987, 1988: Magnum jako wokalista
- 1990: Cop Rock jako sędzia Walter Flynn
- 1997: Inny świat jako King Monroe